# دانشگاه اشکودر
دانشگاه اشکودر (به لاتین: University of Shkodër "Luigj Gurakuqi") یک دانشگاه در آلبانی است.